# Cypern i olympiska vinterspelen 1984
Cypern deltog med fem deltagare vid de olympiska vinterspelen 1984 i Sarajevo. Ingen av landets deltagare erövrade någon medalj.